# Bolbosoma caenoforme
Bolbosoma caenoforme är en hakmaskart som först beskrevs av Heitz 1920.  Bolbosoma caenoforme ingår i släktet Bolbosoma och familjen Polymorphidae. Inga underarter finns listade i Catalogue of Life.